# ホルス16
ホルス16とは架空戦記『旭日の艦隊』に登場する架空の航空機である。名前はエジプト神話のホルスに由来する。

## 特徴
前世に計画されていた円盤機を後世独第三帝国のオカルト科学技術を背景に実現しなおかつ大幅に向上させた機体である。基本的に飛行はジェットエンジンで行われるが発進時の浮上は下部に設置されたイオンロケットと最速飛行時にはスクラムジェットエンジンで飛翔する（当初連合国側では重力操作によって飛翔するのではという憶測も流れていた）。初期型は時速2000キロ程度。現場では『防空要撃用秘匿機』として用いるより、空中魚雷（対艦ミサイル）を用いた対艦襲撃機として使うのが得策であると見ていた。
しかし、あらゆる航空機をも上回る超高速飛行で機動可能なため常人には飛行時のGに耐えられず、薬物を用いて強化したサイボーグ(一種の強化人間)が操縦を行う有人型、「Me2008」と電波操縦+コンピュータ制御を行う無人型、「Me2009」の2タイプを開発したが連合国側の電波妨害によって次第に「Me2009」が使えなくなり、「Me2008」のみとなった。

### 諸元
- 全長:42m
- 全幅:40.92m
- 全備重量:7.1t
- 最大速度:マッハ3～19.7

### 兵装
- 30mm機関砲:2
- 20mm機関砲:4
- 爆弾搭載量:1.8t(「Me2009」)・2.5t(Me2008)
  - Bv398C1空対空ミサイル:6発

## 劇中での活躍
本機は1941年から開発され45年には実戦配備が行われていたが、実戦投入は翌年2月の連合軍による『心臓作戦』の際の迎撃戦である。この際、投入されたのは9機で、その内2機が日本海軍旭日艦隊旗艦『日本武尊』への攻撃を敢行し撃墜。残り7機は独本土での防空戦に参加し、その活躍のため暫く連合国側はヨーロッパへの本格空爆を控える程であったが、48年7月の『理性の術策』作戦において、本拠地であるアルプス要塞に日本陸軍特殊師団『霞部隊』および連合国側将兵にすりかわっていたヴィシー政権軍の噴進弾攻撃により基地が破壊されたため、姿を現すことは無かった（物語の本筋に限ればのことではあるが）。

## ホルス22
第3次世界大戦から投入された新型円盤機。偵察機能力を有していた16型とは違い、35mm機関砲を装備した重爆撃機迎撃用の戦闘機。なお、速力は1000km/h程度に抑えられている。なお未登場だが、他にも17,18,19型があるらしい。

## OVAでのホルス16
OVA第4巻から登場したが外観は実在機であるF5U フライングパンケーキをジェット化した外観となり、単なる高速機として描写された。また第12巻ではナルヴィクに出現した旭日艦隊航空戦力への迎撃に出動するも旭日艦隊艦艇及び光武改から発射された対空噴進弾によって多数の機体が撃墜され、残存機もアルプス南方要塞へ帰投したところでア号潜から発射された気化弾頭搭載の巡航噴進弾の攻撃を受けて基地要員が窒息死して全滅、以後登場することはなかった。